# Lijst van voetbalinterlands België - Zweden
Deze lijst van voetbalinterlands is een overzicht van alle officiële voetbalwedstrijden tussen de nationale teams van België en Zweden. De landen hebben tot op heden zeventien keer tegen elkaar gespeeld. De eerste ontmoeting was een vriendschappelijke wedstrijd en werd gespeeld in Brussel op 26 oktober 1908. Het laatste duel, een kwalificatiewedstrijd voor het Europees kampioenschap voetbal 2024, vond plaats op 16 oktober 2023 in de Belgische hoofdstad.

## Wedstrijden
| №  | Plaats    | Datum             | Competitie           | Wedstrijd       | Uitslag |
| -- | --------- | ----------------- | -------------------- | --------------- | ------- |
| 1  | Brussel   | 26 oktober 1908   | Vriendschappelijk    | België − Zweden | 2 − 1   |
| 2  | Colombes  | 29 mei 1924       | OS 1924              | Zweden − België | 8 − 1   |
| 3  | Brussel   | 3 april 1927      | Vriendschappelijk    | België − Zweden | 2 − 1   |
| 4  | Stockholm | 4 september 1927  | Vriendschappelijk    | Zweden − België | 7 − 0   |
| 5  | Luik      | 28 september 1930 | Vriendschappelijk    | België − Zweden | 2 − 2   |
| 6  | Stockholm | 12 juni 1932      | Vriendschappelijk    | Zweden − België | 3 − 1   |
| 7  | Brussel   | 17 november 1935  | Vriendschappelijk    | België − Zweden | 5 − 1   |
| 8  | Stockholm | 28 mei 1953       | WK 1954 kwalificatie | Zweden − België | 2 − 3   |
| 9  | Brussel   | 8 oktober 1953    | WK 1954 kwalificatie | België − Zweden | 2 − 0   |
| 10 | Stockholm | 19 oktober 1960   | WK 1962 kwalificatie | Zweden − België | 2 − 0   |
| 11 | Brussel   | 4 oktober 1961    | WK 1962 kwalificatie | België − Zweden | 0 − 2   |
| 12 | Brussel   | 21 februari 1990  | Vriendschappelijk    | België − Zweden | 0 − 0   |
| 13 | Brussel   | 10 juni 2000      | EK 2000              | België − Zweden | 2 − 1   |
| 14 | Solna     | 1 juni 2014       | Vriendschappelijk    | Zweden − België | 0 − 2   |
| 15 | Nice      | 22 juni 2016      | EK 2016              | Zweden − België | 0 − 1   |
| 16 | Solna     | 24 maart 2023     | EK 2024 kwalificatie | Zweden − België | 0 − 3   |
| 17 | Brussel   | 16 oktober 2023   | EK 2024 kwalificatie | België − Zweden | 1 − 1   |

## Samenvatting
| Competitie        | Totaal gespeeld | Winst België | Gelijk | Winst Zweden | Doelsaldo België – Zweden |
| ----------------- | --------------- | ------------ | ------ | ------------ | ------------------------- |
| WK-kwalificatie   | 4               | 2            | 0      | 2            | 5 − 6                     |
| EK-eindronde      | 2               | 2            | 0      | 0            | 3 − 1                     |
| EK-kwalificatie   | 2               | 1            | 1      | 0            | 4 − 1                     |
| Olympische Spelen | 1               | 0            | 0      | 1            | 1 − 8                     |
| Vriendschappelijk | 8               | 4            | 2      | 2            | 14 − 15                   |
| Totaal            | 17              | 9            | 3      | 5            | 27 − 31                   |

Wedstrijden bepaald door strafschoppen worden, in lijn met de FIFA, als een gelijkspel gerekend.

## Details

### Twaalfde ontmoeting
| Vriendschappelijk (Brussel, België, 21 februari 1990): |              | |
| België | 0 – 0        | Zweden |
| | goals        | |
| Walter Meeuws | bondscoach   | Olle Nordin |
| Michel Preud'homme 68' Eric Gerets Leo Clijsters Georges Grün Stéphane Demol Franky Van der Elst Marc Emmers Bruno Versavel 74' Marc Degryse 74' Marc Van der Linden 46' Jan Ceulemans | opstellingen | Thomas Ravelli Roland Nilsson 46' Glenn Hysén Peter Larsson Roger Ljung Leif Engvist Klas Ingesson 64' Stefan Rehn Joakim Nilsson 58' Mats Magnusson Stefan Petterson |
| Luc Nilis 46' Filip De Wilde 68' Nico Claesen 74' Patrick Vervoort 74' | wissels      | 46' Stefan Schwarz 58' Johnny Ekström 64' Niclas Nylén |
| | gele kaarten | |
| - Laatste wedstrijd van de Belgische bondscoach Walter Meeuws. |              | |

### Dertiende ontmoeting
| EK-eindronde (Brussel, België, 10 juni 2000): |              | |
| België | 2 – 1        | Zweden |
| Bart Goor 43' Émile Mpenza 46' | goals        | 52' Johan Mjällby |
| Robert Waseige | bondscoach   | Tommy Söderberg en Lars Lagerbäck |
| Filip De Wilde Eric Deflandre Joos Valgaeren Lorenzo Staelens Yves Vanderhaeghe Marc Wilmots Bart Goor Émile Mpenza Branko Strupar 69' Gert Verheyen 88' Philippe Léonard 72' | opstellingen | Magnus Hedman 46' Roland Nilsson Patrik Andersson Joachim Björklund Fredrik Ljungberg 50' Jörgen Petersson Niclas Alexandersson Olof Mellberg 70' Daniel Andersson Johan Mjällby Kennet Andersson |
| Luc Nilis 69' Nico Van Kerckhoven 72' Jacky Peeters 88' | wissels      | 46' Teddy Lučić 50' Henrik Larsson 70' Yksel Osmanovski |
| Gert Verheyen 64' Luc Nilis 76' Nico Van Kerckhoven 90' | gele kaarten | |
| | rode kaarten | 52', 81' Patrik Andersson |

### Veertiende ontmoeting
| Vriendschappelijk (Solna, Zweden, 1 juni 2014): |              | |
| Zweden | 0 – 2        | België |
| | goals        | 34' Romelu Lukaku 78' Eden Hazard |
| Erik Hamrén | bondscoach   | Marc Wilmots |
| Andreas Isaksson Mikael Lustig 65' Andreas Granqvist Mikael Antonsson 62' Pierre Bengtsson Sebastian Larsson Tobias Hysén 72' Kim Källström 46' Erkan Zengin 72' Jimmy Durmaz Ola Toivonen 80' | opstellingen | Thibaut Courtois Toby Alderweireld Daniel Van Buyten Vincent Kompany Thomas Vermaelen 68' Dries Mertens Axel Witsel Kevin De Bruyne Mousa Dembélé 79' Eden Hazard 74' Romelu Lukaku |
| Pontus Wernbloom 46' Rasmus Bengtsson 62' Johan Elmander 72' Marcus Berg 72' Oscar Hiljemark 80' Mattias Johansson 85'                                                                         | wissels      | 68' Nacer Chadli 74' Divock Origi 79' Marouane Fellaini |
| Jimmy Durmaz 73' Pierre Bengtsson 77' | gele kaarten | |
| - Debuut van Mattias Johansson (AZ Alkmaar) voor Zweden. |              | |

### Vijftiende ontmoeting
| EK-eindronde (Nice, Frankrijk, 22 juni 2016): |              | |
| Zweden | 0 – 1        | België |
| | goals        | 84' Radja Nainggolan |
| Erik Hamrén | bondscoach   | Marc Wilmots |
| Andreas Isaksson Victor Nilsson Lindelof Andreas Granqvist Erik Johansson Martin Olsson Sebastian Larsson 70' Albin Ekdal Kim Källström Emil Forsberg 82' Marcus Berg 63' Zlatan Ibrahimović                   | opstellingen | Thibaut Courtois Thomas Meunier Toby Alderweireld Thomas Vermaelen Jan Vertonghen Axel Witsel Radja Nainggolan Kevin De Bruyne 71' Yannick Ferreira Carrasco 90+3' Eden Hazard 87' Romelu Lukaku |
| John Guidetti 63' Jimmy Durmaz 70' Erkan Zengin 82' | wissels      | 71' Dries Mertens 87' Christian Benteke 90+3' Divock Origi |
| Albin Ekdal 33' Erik Johansson 36' | gele kaarten | 30' Thomas Meunier 45+1' Axel Witsel |
| - Laatste wedstrijd in Poule E bij de EK-eindronde 2016 in Frankrijk. - Laatste wedstrijd van bondscoach Erik Hamrén, doelman Andreas Isaksson en middenvelder Kim Källström voor het Zweeds nationaal elftal. |              | |